# Казмайер, Билл
Уи́льям «Билл» Казма́йер (род. 30 декабря 1953 года в Берлингтоне, США) — американский спортсмен, бывший двукратный чемпион мира по пауэрлифтингу (IPF), многократный рекордсмен в соревновании «Самый сильный человек планеты» и профессиональный рестлер 1970—1980-х годов.
Дебютировал в турнирах «Самый сильный человек планеты» в 1979 году и сразу же занял 3-е место. Затем последовали три победы на турнире подряд. После 1982 года Казмайер по решению организаторов на протяжении 6 лет не приглашался на турнир и вернулся в 1988 году. Прекратил активные участия в силовых соревнованиях в 1990 году.
В 1980-х годах Казмайер прославился тем, что претендовал на звание «самого сильного человека в истории», повторил и побил ряд рекордов силачей XX века. Он считается одним из самых выдающихся спортсменов в силовых видах спорта.

## Ранние годы
По национальности Казмайер — американец немецкого происхождения. Он был самым младшим ребёнком Уильяма Бартоломью и Флоренс Луизы Штайнхофф Казмайер. У него есть две сестры, один родной брат и один сводный. Его отцу принадлежали заводы по розливу содовой в Берлингтоне и Кеноше, штат Висконсин.
Будучи перспективным спортсменом в старшей школе, Казмайер два года играл в американский футбол в Висконсинском университете. В 1974 году он сосредоточился на силовых видах спорта, занимался в YMCA. Там он изучил основы пауэрлифтинга. Затем Казмайер зарабатывал на жизнь, работая маслобойщиком, вышибалой и лесорубом.

## Спортивная карьера

### Пауэрлифтинг
На чемпионате 1978 года в Лос-Анджелесе под эгидой Любительского атлетического союза Казмайер присел с весом 355 кг, выжал лёжа 242 кг и сделал становую тягу 365 кг в весовой категории до 125 кг. Таким образом он занял первое место в своём дебютном национальном турнире по пауэрлифтингу. В 1979 году в возрасте 25 лет Казмайер установил мировой рекорд, выжав лёжа 282 кг. Это помогло ему выиграть свой первый чемпионат мира по пауэрлифтингу IPF в Дейтоне, штат Огайо. На том турнире он присел с 392 кг и сделал тягу 365 кг, показав общий результат 1040 кг. Казмайер повторил успех в 1983 году, впервые выиграв чемпионат Федерации пауэрлифтинга США в июле, а затем в ноябре во второй раз триумфировал на чемпионате мира IPF. Он выиграл тот чемпионат мира IPF, несмотря на две серьёзные травмы. У Казмайера была травма грудной клетки, от которой он полностью не оправился, и незадолго до чемпионата IPF он неудачно присел и разорвал сгибатели бедра.
В начале 1979 года мировой рекорд по жиму лёжа составлял 278 кг и принадлежал Ларсу Хедлунду. Казмайер постепенно повышал мировой рекорд: 280 кг в июле 1979 года, 282,5 кг в ноябре 1979 года, 287,5 кг в мае 1980 года и, наконец, 300 кг на открытом чемпионате США по пауэрлифтингу USPF 1981 года, который состоялся 31 января в Колумбусе. На том турнире Казмайер официально стал первым человеком, выжавшим 300 кг (без экипировки) по правилам IPF и установил мировой рекорд в сумме — 1100 кг, который держался более десятилетия. Его победный результат включал также присед 420 кг и становую тягу 380 кг. Жим лёжа и тяга были выполнены без экипировки, а присед — с обмотками на коленях и в специальном костюме. Его результаты в пауэрлифтинге являются одними из лучших в истории. В ноябре 1981 года Казмайер установил новый мировой рекорд в становой тяге — 402 кг, таким образом, он стал одним из немногих лифтеров в истории, которые являлись мировыми рекордсменами во всех трёх дисциплинах пауэрлифтинга одновременно. Начиная с 1981 года, Казмайер получил несколько мышечных разрывов и прочих травм, что помешало ему поднять планку ещё выше. Он получил травмы груди, плеч и трицепса, из-за чего уже не мог показывать былые результаты в жиме лёжа.

#### Личные рекорды
- Присед: 420 кг[4]
- Жим лёжа: 300 кг[4][8]
- Становая тяга: 402 кг[4], 410 кг (с лямками)[5]
- Сумма: 1100 кг (420/300/380)[4]

### Стронгмен
Казмайер участвовал в шести турнирах World’s Strongest Man. На турнире 1979 года он занял третье место, хотя лидировал на протяжении большей части турнира и победил действующего чемпиона Дона Рейнхаута в тяге автомобиля, приподняв машину весом 1159 кг. В последующие годы он доминировал на турнирах 1980, 1981 и 1982 годов, выиграв все с большим отрывом. Он был первым спортсменом, который трижды выиграл титул сильнейшего человека в мире, после него три раза подряд это делал только Магнус Вер Магнуссон.
В победном турнире 1980 года Казмайер выиграл пять из десяти дисциплин и поделил первое место ещё в одной. Серебряный призёр турнира, Ларс Хедлунд, отстал на 28 очков.
Во время защиты титула на World’s Strongest Man 1981 года Казмайер выиграл приседание с результатом в 440 кг (в тренажёре Смита). Причём перед этим он получил разрыв большой грудной мышцы, изгибая холоднокатаные стальные стержни в предыдущей дисциплине. Из-за этой травмы его результат в жиме лёжа ухудшился более чем на 50 кг. После победы в приседе он выиграл становую тягу (снарядом служила не штанга, а специальная металлическая конструкция) с результатом 426,4 кг. В 11 дисциплинах у него было пять побед, два вторых места, одно третье и четвёртое.

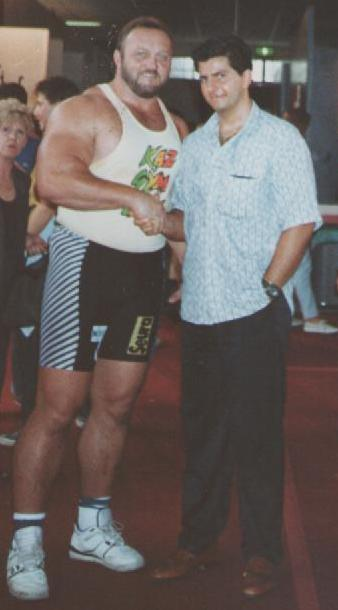
Казмайер и тренер Паоло Тассетто (1990)

На World’s Strongest Man 1982 года Казмайер выиграл первые три дисциплины. Примечательной была его становая тяга консоли весом 478,5 кг.
Несмотря на то, что Казмайер был действующим чемпионом, организаторы решили не приглашать его на следующие четыре турнира World’s Strongest Man, потому что его никто не мог превзойти. Такое решение было на руку его главному сопернику, Джеффу Кейпсу, который завоевал титул в 1983 году. Казмайер продолжал участвовать в менее известных турнирах стронгменов, таких как Scottish Power Challenge и Le Defi Mark Ten International.
В 1987 году был разработан специальный турнир, чтобы организовать противостояние трёх наиболее успешных силачей друг против друга. Турнир назывался «Чистая сила» (Pure Strength), в нём приняли участие Билл Казмайер, Йоун Паудль Сигмарссон и Джефф Кейпс. Турнир проходил в замке Хантли. Сигмарссон одержал победу, выиграв восемь из десяти дисциплин, Казмайер стал вторым.
В 1988 году он вернулся на World’s Strongest Man, где выиграл три из восьми дисциплин и занял два вторых места. На момент предпоследней дисциплины он возглавлял турнирную таблицу и был фаворитом в «весе через перекладину», где нужно было бросать снаряд весом 25,4 кг. Он установил мировой рекорд в этой дисциплине на Играх горцев 1984 года, взяв высоту 5,56 м. Соревнования в этой дисциплине впервые проводились на понтоне, и обеспокоенность Казмайера проблемами с координацией на воде подтвердилась. Несмотря на то, что он бросал вес не менее чем на метр выше перекладины, он не мог бросить снаряд в правильном направлении. Таким образом, он показал результат всего 4,6 м. Ближайший соперник Казмайера Йоун Паудль Сигмарссон выиграл дисциплину с броском на 4,75 м. В итоге Казмайер занял второе место после исландца. Казмайер побеждал Сигмарссона в 1987 году на турнире Le Defi Mark Ten в Канаде, а также в World Musclepower Classic 1988 (до World’s Strongest Man 1988).
Последним для Казмайера стал World’s Strongest Man 1989 года, где он серьёзно повредил лодыжку в первой дисциплине и уже имел разорванный бицепс. Он занял четвёртое место, уступив бронзу Йоуну Паудлю Сигмарссону. 13 октября 1990 года Казмайер стал первым человеком, который поднял гантель Томаса Инча (78,27 кг), и только пятым человеком, который поднял её выше колена.
Помимо турниров World’s Strongest Man, Казмайер также успешно участвовал в других соревнованиях стронгменов, таких как Strongbow Strongman Challenge, Scottish Power Challenge, Le Defi Mark Ten Challenge, World Muscle Power Classic и Чистая сила. Он закончил свою карьеру стронгмена в 1990 году.
С тремя титулами Worlds Strongest Man Казмайер является одним из самых успешных спортсменов в истории турнира. Спортивный журналист Дэвид Уэбстер назвал его «величайшим американским силовым атлетом всех времён». По итогам опроса экспертов, в 2008 году он был признан лучшим атлетом в супертяжёлом весе всех времён и «одним из самых сильных людей, которые когда-либо жили». В мае 2008 года он попал в десятку самых сильных людей в истории по версии журнала Flex. Казмайер был признан третьим сильнейшим человеком в истории после Марка Генри и Жидрунаса Савицкаса.

### Рестлинг

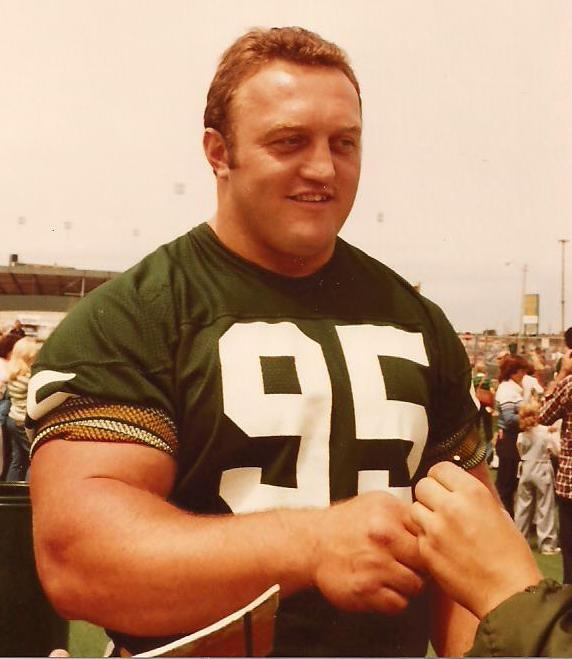
Казмайер на сборах с «Пэкерс» (1981)

Вдохновлённый примером Джима Торпа, Казмайер попытался найти новое применение своим талантам. В 1981 году он пробовал свои силы в команде НФЛ «Грин-Бей Пэкерс», а также участвовал в World Championship Wrestling. Казмайер тренировался у Верна Ганье и Брэда Рейньяна, выступать начал в 1986 году и 10 ноября провёл один бой в WWF в Калгари, Альберта, победив Дэвида Барби. В 1980-х годах он боролся в таких промоушенах, как Stampede Wrestling в Канаде и Continental Championship Wrestling в США. В начале 1991 года он также боролся в Fighting Network Rings в Японии.
Летом 1991 года он дебютировал в World Championship Wrestling. Он успешно выступал в WCW World Heavyweight Championship Лекса Люгера, но не смог выиграть титул. На WCW World Tag Team Championship он выступал в паре с Риком Штайнером, но в финале турнира проиграл дуэту The Enforcers. На Halloween Havoc 1991 в Чаттануге он побил Кевина Нэша. На Starrcade 1991 Казмайер и его партнёр Джусин Лигер победили Даймонда Далласа Пэйджа и Майка Грэхема. Параллельно с WCW Казмайер также боролся в New Japan Pro-Wrestling.

## Режим тренировок и питание
В период активных выступлений Казмайер интенсивно тренировался; он отрабатывал становую тягу, присед и жим лёжа два раза в неделю. Он чередовал занятия с большими и мелкими весами: первая тренировка всегда предусматривала большой вес, вторую тренировку занимался с меньшим. Однако, независимо от веса, Казмайер всегда тренировался долго и изнурительно. Например, типичная тренировка жима лёжа предполагала работу с весами от 100 кг до 250 кг, совокупно он делал за тренировку более чем 160 повторений.
Казмайер никогда не говорил, следовал ли он строгому режиму диет. Тем не менее существует множество историй о том, как он выпивал залпом галлон молока, опустошал буфеты ресторанов и даже на соревновании по поглощению пищи съел тысячу золотых рыбок, выиграв приз в 300 долларов.

## Личная жизнь и годы после завершения карьеры
В 1974 году Казмайер получил «духовное пробуждение» после чтения библейского 40-го псалма в YMCA. Он является набожным христианином. По его словам, своим успехом и исключительной силой он обязан «силе Иисуса Христа».
В начале 1980-х годов Казмайер открыл фитнес-клуб под названием Kaz Fitness Center в городе Оберн (Алабама). В 2005 году спортзал закрылся. Затем Казмайер открыл тренажёрный зал S.W.A.T. в Опелике, Алабама. Оба служили ему местом для тренировок и офисом компании DynaKaz Inc. Это частная компания Казмайера, занимающаяся импортом-экспортом оборудования и товаров для фитнеса.
После ухода из спорта в 1990 году Казмайер был приглашён в качестве комментатора World’s Strongest Man на ESPN, там он работал вместе с Тоддом Харрисом и сильнейшим человеком 2006 года Филом Пфистером.
Казмайер считает своим самым важным вкладом в общественную жизнь работу в качестве мотивационного оратора для 3D Sports Tech и группы YMCA. «Я могу и я буду» — этим лозунгом он вдохновлял молодёжь вести более здоровый и продуктивный образ жизни.
Он живёт в Оберне, штат Алабама, у него есть жена (старше его на два года) и сын по имени Эрик.

## Достижения
| Чемпионат мира IPF - Победитель: 1979, 1983 Чемпионат Федерации пауэрлифтинга США - Победитель: 1983 Чемпионат Любительского атлетического союза - Победитель: 1978 | World’s Strongest Man - 1-й: 1980, 1981, 1982 - 2-й: 1988 - 3-й: 1979 World Muscle Power Classic - 1-й: 1988 - 3-й: 1985 World Strongman Challenge - 2-й: 1990 - 3-й: 1988 Pure Strength - 1-й: 1988 (в паре со Стюартом Томпсоном), 1990 (в паре с Одерсом Уилсоном) - 2-й: 1987, 1989 (в паре с Одерсом Уилсоном) Scottish Power Challenge - Победитель (6): 1984, 1985, 1986, 1987, 1988, 1989 Strongbow Strongman - Победитель: 1980, 1981 Le Defi Mark Ten Challenge - 1-й: 1987 - 2-й: 1990 |  |